# フランク・モレル
フランク・モレル（Frank Morrell、1944年 - ）は、アメリカ合衆国のプロレスラー。オクラホマ州タルサ出身。出生地はテネシー州メンフィスともされる。
ジ・エンジェル（The Angel）などをリングネームに、スカル・マーフィーの影響下にあるスキンヘッドの狂乱系ヒールとして、南部のローカル・テリトリーを主戦場に活動した。

## 来歴
オクラホマ地区のプロモーターだったレロイ・マクガークの勧誘でプロレス入りしたとされる。1960年代後半はテネシー一帯をサーキット・エリアとしていたNWAのミッドアメリカ地区において、エディ・サリバンとのヒールの覆面タッグチーム、マイティ・ヤンキーズ（The Mighty Yankees）で活動。ケン・ルーカス&ジョニー・ウォーカーなどのチームを相手に、ミッドアメリカ版のNWA世界タッグ王座をはじめ、同地区認定のローカル・タッグ王座を再三獲得した。
サリバンとのコンビ解散後は素顔となり、本名のフランク・モレル（Frank Morrell）として活動。1972年11月、同年に旗揚げされた新日本プロレスの『ニュー・ダイヤモンド・シリーズ』に初来日。外国人レスラーの招聘ルートが脆弱だった当時の新日本プロレスでは、その強面が観客の目を引くとして連日メインイベントに起用され、ジョニー・ロンドスらをパートナーにアントニオ猪木とタッグマッチで連戦した。
その後もミッドアメリカ地区を主戦場に活動したが、ジム・クロケット・ジュニアが主宰していたミッドアトランティック・チャンピオンシップ・レスリングなどのメジャーテリトリーでは前座試合のジョバー要員となり、ケビン・サリバン、ドン・カヌードル、ロン・スター、スティーブ・カーンなど当時の若手選手にも敗退を重ねた。
1970年代中盤より、怪奇派レスラーの元祖的存在だったフレンチ・エンジェルにあやかり、エンジェル・モレル（Angel Morrell）、ジ・エンジェル（The Angel）、またはリングネームをそのまま拝借したフレンチ・エンジェル（The French Angel）などと名乗って活動。ジム・バーネットが主宰していたジョージア・チャンピオンシップ・レスリングでは1977年5月、サンダーボルト・パターソンからNWAジョージアTV王座を奪取。同月にパターソンに奪還されて短命王者に終わったものの、最初で最後のシングルタイトル戴冠を果たした。
テキサス州アマリロのテリトリーではJ・J・ディロンをマネージャーに迎え、影響を受けたスカル・マーフィーのパートナーだったブルート・バーナードと同タイプの狂乱コンビを結成。1977年12月15日にNWAウエスタン・ステーツ・タッグ王座を獲得し、翌年2月2日にドリー・ファンク・ジュニア&ラリー・レーンに敗れるまで保持した。
1978年3月、フランク・モレル名義で全日本プロレスの『第6回チャンピオン・力ー二バル』に参戦。公式リーグ戦ではジャイアント馬場、ジャンボ鶴田、大木金太郎、キム・ドク、ザ・デストロイヤー、アブドーラ・ザ・ブッチャー、ドン・レオ・ジョナサン、キング・イヤウケア、ブラック・テラー、テッド・デビアスなどと対戦したが、ルーク・グラハムとの引き分け以外は無得点全敗で最下位となった。
1978年10月からはジ・エンジェルのリングネームで地元オクラホマおよびルイジアナのトライステート地区で活動。ジ・アサシンをパートナーに、1979年1月25日にダスティ・ローデス&ザ・スポイラーからNWA USタッグ王座を奪取。スポイラーがローデスを裏切ったことによるタイトル獲得だったものの、以降もマイク・ジョージ&ランディ・タイラー、ケビン・フォン・エリック&デビッド・フォン・エリック、さらにはアンドレ・ザ・ジャイアント&ディック・マードックなどの強豪チームを相手に防衛戦を行い、7月21日にビル・ワット&バック・ロブレイに敗れるまで戴冠した。
1980年代からは古巣のミッドアメリカ地区を吸収したメンフィスのCWAを本拠地とし、1980年9月15日にはソニー・キングと組んでAWAの認定タイトルとなった南部タッグ王座を獲得。他地区ではセントルイスのキール・オーディトリアムにも出場して、1981年3月6日にはバロン・フォン・ラシク&ジョニー・バリアントとのトリオでディック・ザ・ブルーザー&スパイク・ヒューバー&ボボ・ブラジルと6人タッグマッチで対戦した。
主戦場のCWAではジミー・ハートやジム・コルネットがマネージャーとなり、ジェリー・ローラー、ビル・ダンディー、ダッチ・マンテル、テリー・テイラー、ボビー・フルトン、ファビュラス・ワンズなどと対戦。1984年下期からは覆面レスラーのザ・スポイラー（The Spoiler）に一時変身し、フィル・ヒッカーソンと組んで6月18日にトミー・リッチ&エディ・ギルバートからAWA南部タッグ王座を奪取。ロックンロール・エクスプレスともタイトルを争った。
1984年10月、フランク・モレロの表記でシューティング路線黎明期のUWF（第1次UWF）に来日。カナダからブッキングされたスウィート・ダディ・シキやフィル・ラファイアー、日本陣営では前田日明をはじめ高田伸彦や山崎一夫、マッハ隼人らとシングルマッチで対戦した。
その後もアメリカではCWAを主戦場として、1986年はビリー・トラヴィスとのタッグチームなどで活動し、フラッシュ&ロックのブレード・ランナーズとも対戦。セミリタイア後も1996年までCWAの後継団体USWAへの出場を続け、ジェフ・ジャレット、ブライアン・クリストファー、ダグ・ギルバート、J・C・アイス、ウルフィー・D、トレイシー・スマザーズなどと対戦した。

## 得意技
- パワースラム[10]
- ブレーン・クロー
- 噛みつき、かきむしり、凶器など反則攻撃全般

## 獲得タイトル
NWAミッドアメリカ
- NWA世界タッグ王座（ミッドアメリカ版）：3回（w / エディ・サリバン）[23]
- NWA南部タッグ王座（ミッドアメリカ版）：4回（w / エディ・サリバン）[24]
- NWA USタッグ王座（ミッドアメリカ版）3回（w / エディ・サリバン×2、ロン・ホワイト）[4]
- NWAミッドアメリカ・タッグ王座：1回（w / チャールズ・モレル）[25]

ガルフ・コースト・チャンピオンシップ・レスリング
- NWAガルフ・コースト・タッグ王座：1回（w / エディ・サリバン）[26]

ジョージア・チャンピオンシップ・レスリング
- NWAジョージアTV王座：1回[9]

NWAウエスタン・ステーツ・スポーツ
- NWAウエスタン・ステーツ・タッグ王座：1回（w / ブルート・バーナード）[11]

NWAトライステート
- NWA USタッグ王座（トライステート版）：1回（w / ジ・アサシン）[14]

コンチネンタル・レスリング・アソシエーション
- AWA南部タッグ王座：3回（w / ソニー・キング、フィル・ヒッカーソン×2）[16]